# Pero algerna
Pero algerna är en fjärilsart som beskrevs av William Schaus 1901. Pero algerna ingår i släktet Pero och familjen mätare. Inga underarter finns listade i Catalogue of Life.